# Componente Marinho do Exército Belga
O Componente Marinho (em francês: Composante marine; em neerlandês: Marinecomponent; em alemão: Marinekomponente), anteriormente chamado da Marinha da Bélgica, é o ramo naval responsável pelas funções de defesa no mar. Faz parte do Exército Belga. A Marinha Belga foi criada como Marine Royale em 1831. Esta força este operando de diversas formas na história da Bélgica.